# (4117) Wilke
(4117) Wilke ist ein Hauptgürtelasteroid, der am 24. September 1982 von Freimut Börngen vom Karl-Schwarzschild-Observatorium aus entdeckt wurde.
Der Asteroid wurde nach dem deutschen Optiker Alfred Wilke (1893–1972) benannt.